# Гусятинська сільська рада
Гуся́тинська сільська́ ра́да — адміністративно-територіальна одиниця та орган місцевого самоврядування в Чемеровецькому районі Хмельницької області. Адміністративний центр — село Гусятин.

## Загальні відомості
- Територія ради: 4,675 км²
- Населення ради: 1 827 осіб (станом на 2001 рік)
- Територією ради протікає річка Збруч

## Населені пункти
Сільській раді були підпорядковані населені пункти:
- с. Гусятин
- с. Боднарівка
- с. Йосипівка

## Склад ради
Рада складалася з 16 депутатів та голови.
- Голова ради: Баран Василь Іванович
- Секретар ради: Корневич Ольга Іванівна

### Керівний склад попередніх скликань
| Прізвище, ім'я, по батькові | Основні відомості                                                                                   | Дата обрання | Дата звільнення |
| --------------------------- | --------------------------------------------------------------------------------------------------- | ------------ | --------------- |
| Баліцький Євген Йосипович   | Сільський голова, 1949 року народження, член Соціалістичної партії України                          | 26.03.2006   | 01.02.2008      |
| Баран Василь Іванович       | Сільський голова, 1963 року народження, освіта середня спеціальна, член Української Народної Партії | 01.06.2008   | 31.10.2010      |
| Баран Василь Іванович       | Сільський голова, 1963 року народження, освіта середня спеціальна, член Української Народної Партії | 31.10.2010   |                 |

Примітка: таблиця складена за даними сайту Верховної Ради України

### Депутати
За результатами місцевих виборів 2010 року депутатами ради стали:

#### За суб'єктами висування
| Суб'єкт висування | Кількість обраних депутатів | %   |
| ----------------- | --------------------------- | --- |
| Самовисування     | 16                          | 100 |

#### За округами
| № округу | Прізвище, ім'я, по батькові      | Дата визнання обраним | Освіта             | Партійна приналежність | Відомості про обраного депутата                                             |
| -------- | -------------------------------- | --------------------- | ------------------ | ---------------------- | --------------------------------------------------------------------------- |
| 1        | Поліщук Антоніна Станіславівна   | 04.11.2010            | середня спеціальна | позапартійна           | Філіля ВАТ "Ощадбанк, контролер-касир                                       |
| 2        | Малькут Михайло Степанович       | 04.11.2010            | середня            | позапартійний          | ПОП «Незалежність», завідувач гаражами                                      |
| 3        | Комарніцька Ольга Іванівна       | 04.11.2010            | середня спеціальна | позапартійна           | Гусятинська сільська рада, землевпорядчик                                   |
| 4        | Лопатюк Надія Василівна          | 04.11.2010            | вища               | позапартійна           | Гусятинський економічний коледж, викладач іноземних мов                     |
| 5        | Пасічник Жанна Миколаївна        | 04.11.2010            | вища               | позапартійна           | Гусятинська загальноосвітня школа І-ІІІ ст., вчитель                        |
| 6        | Решетило Валентина Степанівна    | 04.11.2010            | середня            | позапартійна           | тимчасово не працює                                                         |
| 7        | Чорна Валентина Антонівна        | 04.11.2010            | середня спеціальна | позапартійна           | Гусятинське районне споживче товариство, контролер ринку                    |
| 8        | Ішенко Неля Андріївна            | 04.11.2010            | середня спеціальна | позапартійна           | Гусятинська загальноосвітня школа І-ІІІ ст., вчитель музики                 |
| 9        | Корневич Ольга Іванівна          | 04.11.2010            | середня спеціальна | позапартійна           | Гусятинська сільська рада, секретар                                         |
| 10       | Сокальський Олег Іванович        | 04.11.2010            | середня спеціальна | позапартійний          | Фірма «Мрія-центр» с. Васильківці, менеджер                                 |
| 11       | Максимів Віта Вікторівна         | 04.11.2010            | вища               | позапартійна           | Гусятинська загальноосвітня школа І-ІІІ ст., заступник з навчальної частини |
| 12       | Баліцький Анатолій Станіславович | 04.11.2010            | середня            | позапартійний          | пенсіонер                                                                   |
| 13       | Ляскович Віктор Михайлович       | 04.11.2010            | середня спеціальна | позапартійний          | Чемеровецьке АТП № 16847, водій                                             |
| 14       | Луценко Лариса Іванівна          | 04.11.2010            | середня спеціальна | позапартійна           | Гусятинська загальноосвітня школа І-ІІІ ст., бібліотека                     |
| 15       | Ішенко Неля Андріївна            | 04.11.2010            | середня спеціальна | позапартійна           | Гусятинська загальноосвітня школа І-ІІІ ст., вчитель музики                 |
| 16       | Яцентюк Галина Іванівна          | 04.11.2010            | середня спеціальна | позапартійна           | тимчасово не працює                                                         |